# Leptomenes longissimus
Leptomenes longissimus är en stekelart som beskrevs av Giordani Soika. Leptomenes longissimus ingår i släktet Leptomenes och familjen Eumenidae. Inga underarter finns listade i Catalogue of Life.